# Josef Vajce
Josef Vajce (19. září 1937, Klatovy, Československo – 15. září 2011 Praha) byl český akademický sochař, známý především činností zaměřenou na realizaci v architektuře, volné plastice a reliéfu.

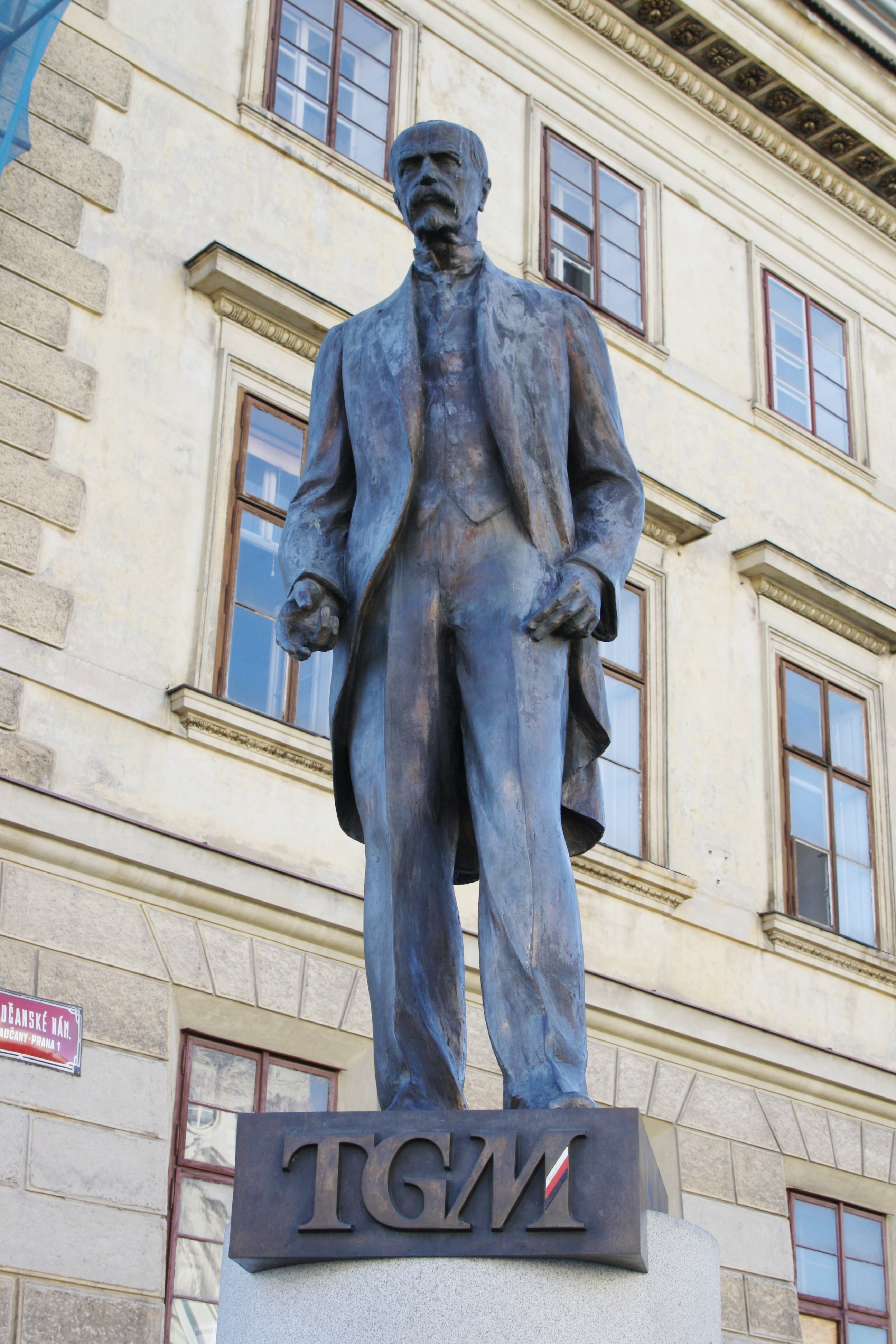
Socha T. G. Masaryka na Hradčanském náměstí (autoři: původní návrh: Otakar Španiel, 1931, sochaři Josef Vajce, Jan Bartoš, architekt Jiří Rathouský)

## Život
Vystudoval Akademii výtvarných umění v Praze, obor sochařství. Zde také absolvoval speciální školu v ateliéru profesora Vincence Makovského. Mezi jeho díla patří realizace zvětšeného modelu Otakara Španiela v podobě pomníku Tomáše Garrigua Masaryka v Praze na Hradčanech. Mezi jeho díly je více soch Tomáše Masaryka. V roce 2002 realizoval bustu T. G. Masaryka v ukrajinském Užhorodu, o dva roky později přibyla busta našeho prvního prezidenta společně s bustou Milana Rastislava Štefánika ve slovenských Košicích. V úzké spolupráci s Československým ústavem zahraničním v Praze, realizoval další plastiky Tomáše Masaryka, například na nádvoří univerzity v Petrohradu a Mexiku. V roce 2009 vytvořil památník československým vojenským výsadkářům ve skotském Arisaigu. Posledním jeho dílem s podobiznou Masaryka je busta s deskou a citátem pro hodonínskou nemocnici odhalená 15. října 2010. Vytvořil také Čestnou medaili T. G. Masaryka pro Masarykovo demokratické hnutí, jejímž prvním nositelem byl v květnu 1997 prezident Václav Havel, který ji převzal na Pražském hradě za účasti sdělovacích prostředků (22.5.) od delegace předsednictva. Jedna z jeho posledních realizací – Památník svobody – stojí na pražském Jižním Městě od září 2010. Dílo bylo vytvořeno na podnět MČ Praha 11 a ve spolupráci s Asociací nositelů legionářských tradic, s níž Josef Vajce úzce spolupracoval a připravoval další zajímavé realizace. Do poslední chvíle aktivní, optimistický a plný tvůrčího nadšení, zemřel náhle ve čtvrtek 15. září 2011.  Je pohřben na hřbitově ve Velharticích ve společné hrobce se synem Ondřejem (v sousední obci Běšiny pobýval do svých 15 let).

## Dílo (vybrané realizace)
- Vzdor násilí (vytvořeno v 70. letech 20. století, odhaleno v rodných Klatovech 2015)[3]
- Památník revolučních tradic (1982) – Vsetín – Rokytnice[4]
- Sousoší Tychona Brahe a Johanna Keplera (1984) – sousoší na místě Kurzovy vily v Praze na Pohořelci, kde oba astronomové bydleli[5]
- Země (též Rozkvetlá země) (1985) – Jírovcovo náměstí, Praha 11-Chodov[6]
- Cestování a cestovní ruch (1986) – reliéf ve stanici metra C Nádraží Holešovice, Praha 7[7]
- Slunce (1988) - Pošepného náměstí, Praha 11-Chodov[8]
- Jan Amos Komenský (1992) – Comenius garten, čtvrť Český Rixdorf, Berlín[9]
- socha T. G. Masaryka (2000) – Praha, Hradčanské náměstí[10]
- socha T. G. Masaryka, Masarykovo náměstí, Mexico City (2000)[11]
- busta T. G. Masaryka v Užhorodu (2002)
- busta T. G. Masaryka a M. R. Štefánika v Košicích (2004)
- základní kámen pomníku Operaci Anthropoid (2008) – Praha[12]
- Památník československým vojenským výsadkářům ve skotském Arisaigu (2009)
- Památník svobody (2010) – Park u Chodovské tvrze, Praha 11-Chodov
- deska s podobiznou T. G. Masaryka, Hodonín (2010)

## Galerie

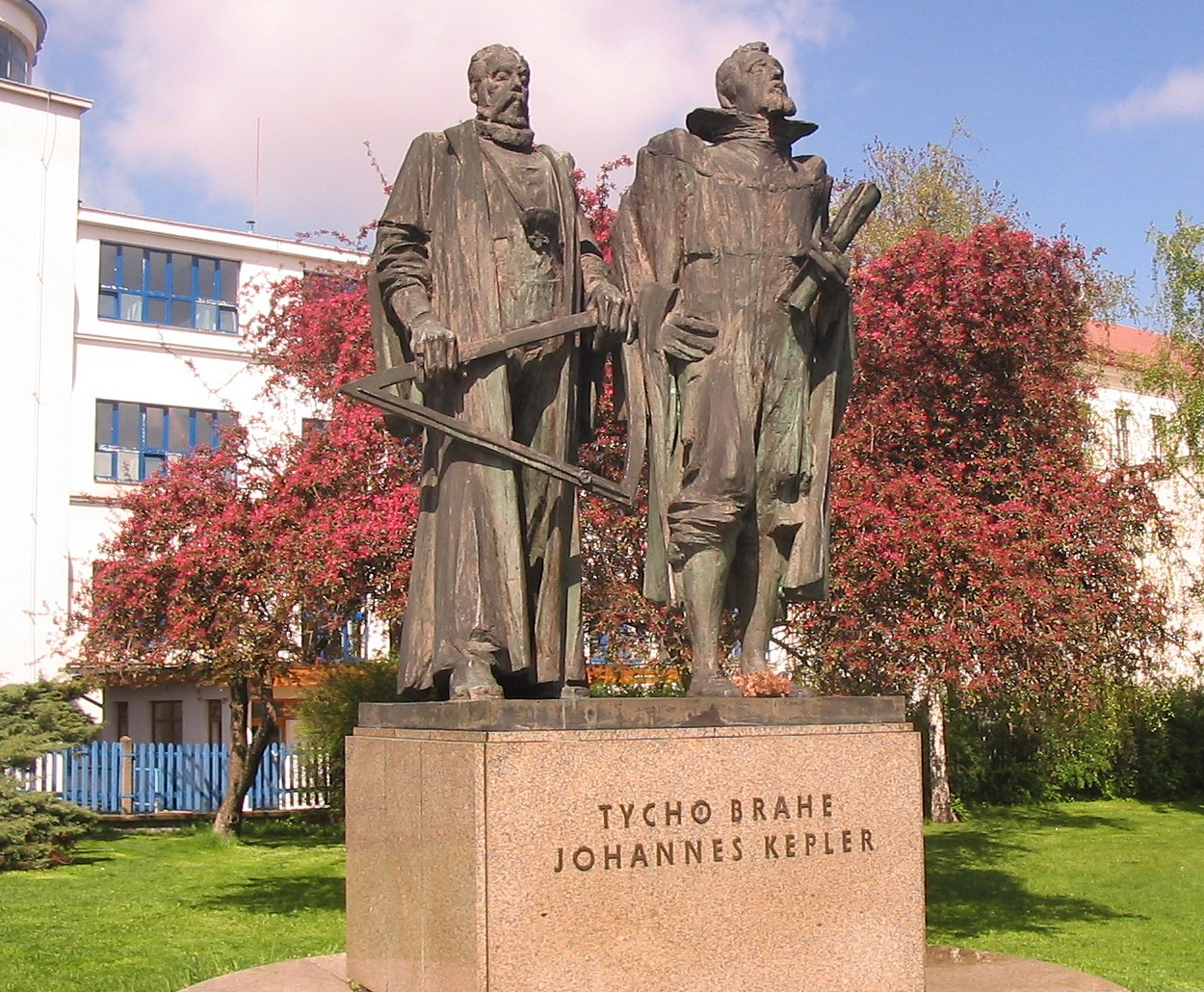
Sousoší Brahe a Kepler, Praha-Pohořelec
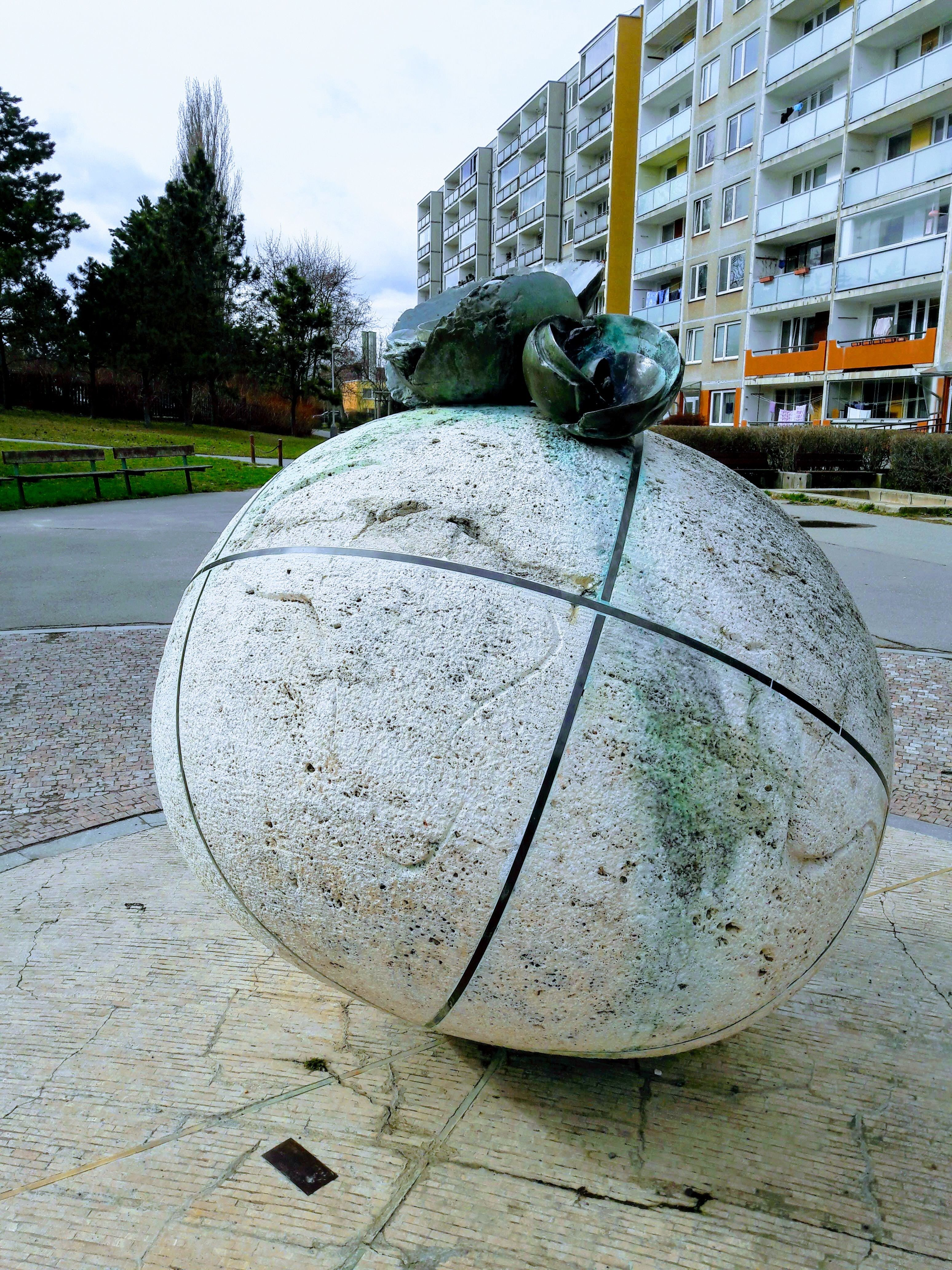
(Rozkvetlá) země, Praha, Jírovcovo náměstí
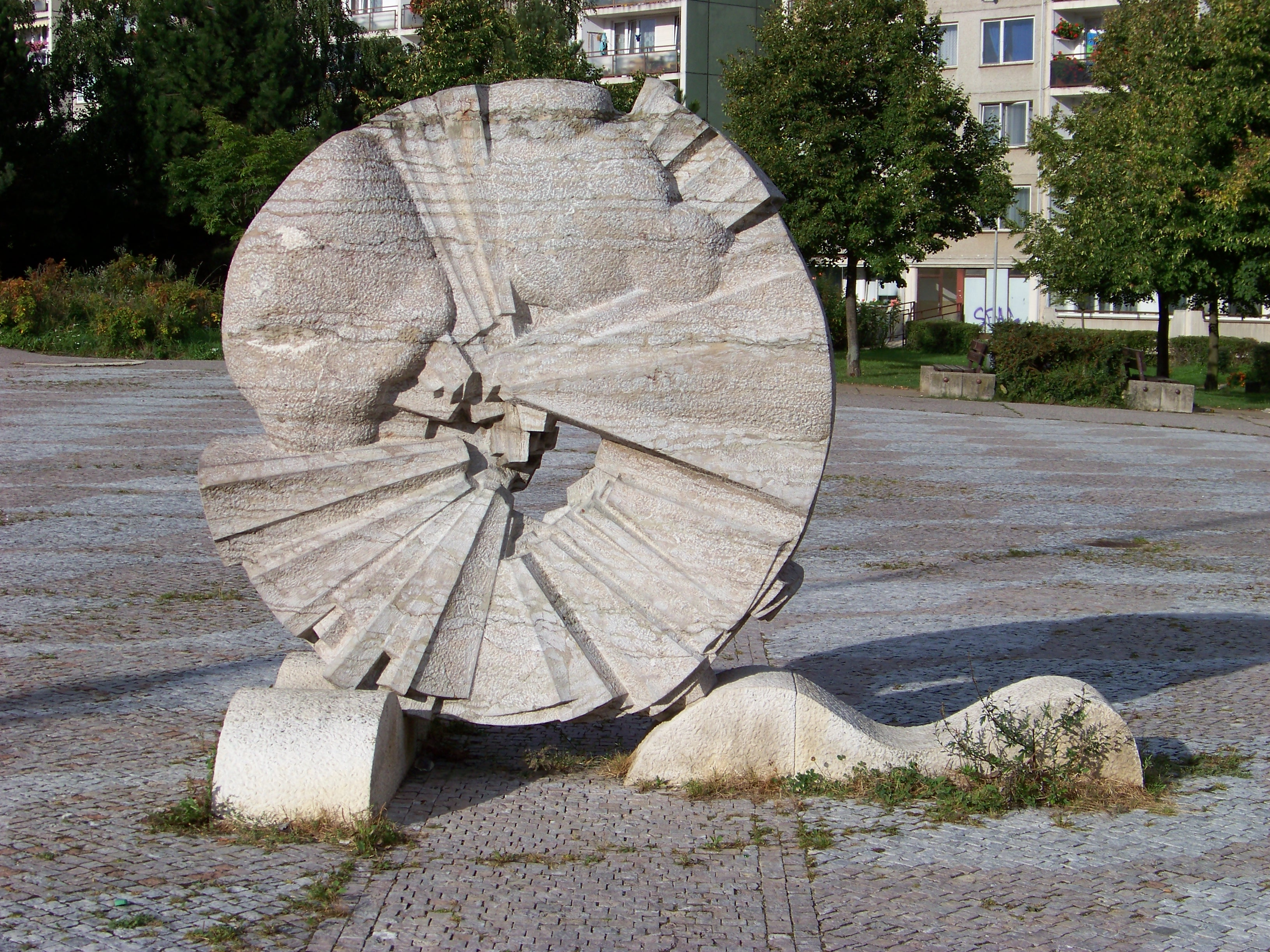
Slunce, Praha, Pošepného náměstí
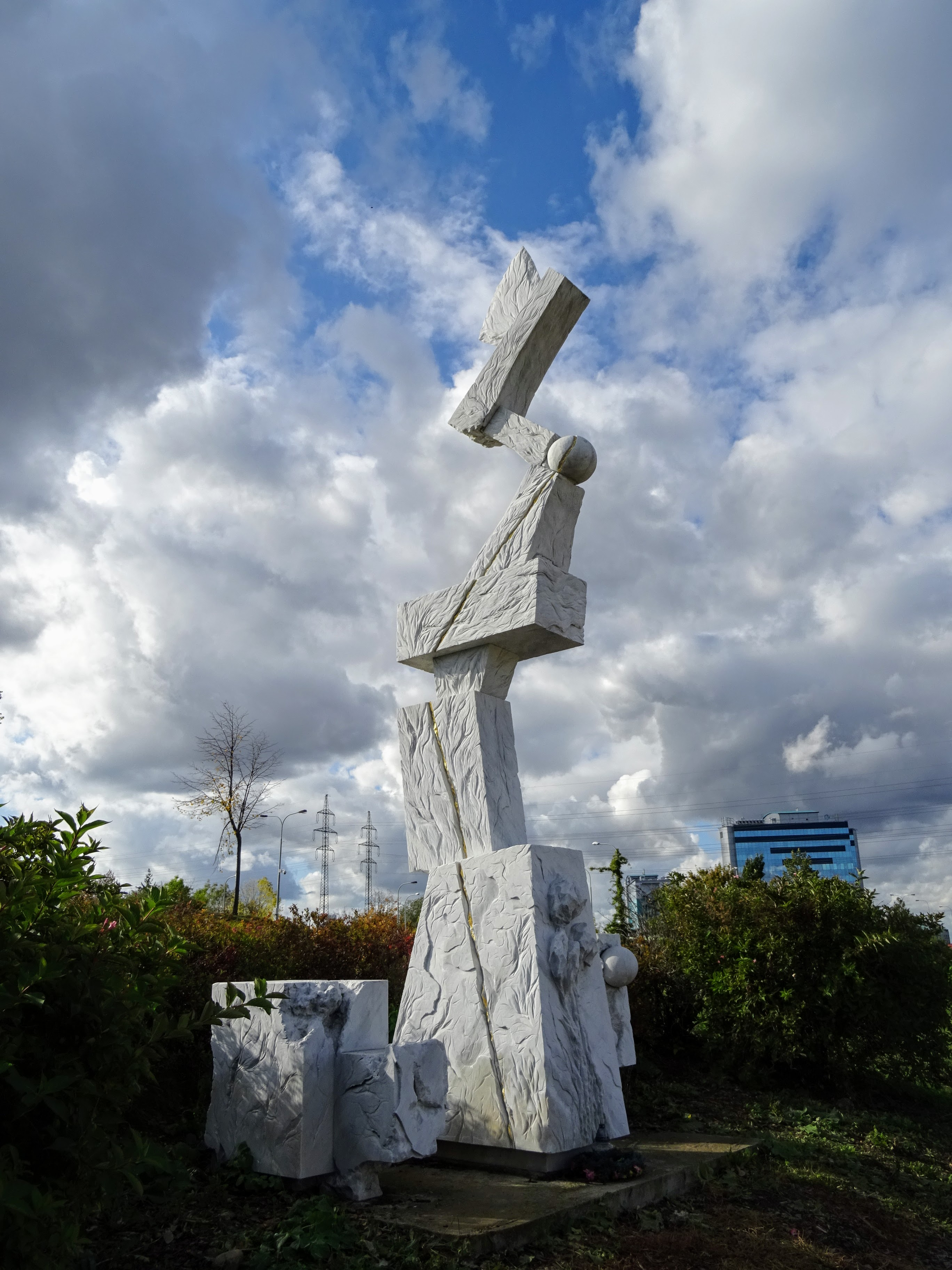
Památník svobody, Praha, Park u Chodovské tvrze
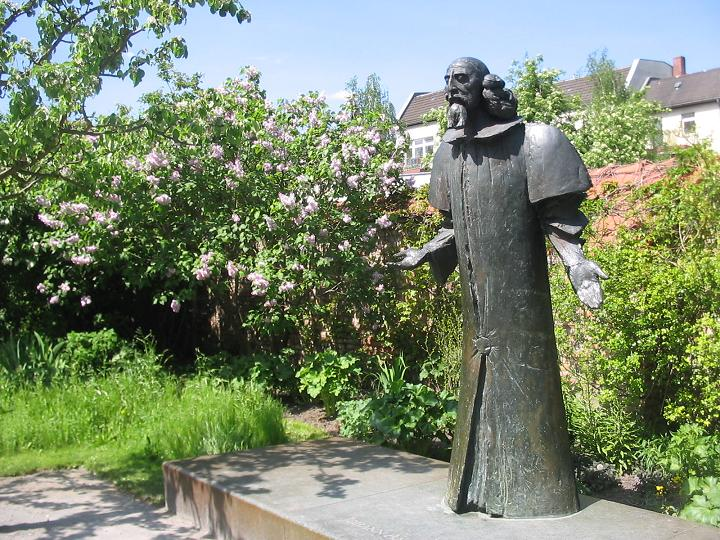
J. A. Komenský, Komenského zahrada, Český Rixdorf